# Lista de estados anexados por Portugal
Em baixo segue-se uma lista de estados soberanos anexados ou conquistados por Portugal.

## Estados anexados por Portugal
- Império de Gaza.[1]
- Império Lunda.
- Reino Bailundo.
- Reino Cuanhama.
- Reino da Matamba.
- Reino de Angalanga
- Reino de Angoio.
- Reino de Cota.
- Reino de Barué.
- Reino de Bissau.
- Reino de Cacongo.
- Reino de Cassange.
- Reino de Cassongue.
- Reino de Hormuz.[2]
- Reino de Jafanapatão.[3]
- Reino de Macanga
- Reino de Maputo.
- Reino de Quibanda
- Reino de Quibala
- Reino de Angalanga
- Reino do Bié.
- Reino do Dongo.[4]
- Reino do Huambo.
- Reino Vambunda.
- Sultanato de Angoche.